# 1965.
◄ | 19. stoljeće | 20. stoljeće | 21. stoljeće | ►
◄ | 1930-ih | 1940-ih | 1950-ih | 1960-ih | 1970-ih | 1980-ih | 1990-ih | ►
◄◄ | ◄ | 1962. | 1963. | 1964. | 1965. | 1966. | 1967. | 1968. | ► | ►►
Arhitektura • Astronautika • Astronomija • Biologija • Film • Fotografija • Glazba • Kazalište • Kemija • Kiparstvo • Knjige • Književnost • Kršćanstvo • Meteorologija • Medicina • Planinarstvo • Politika • Pravo • Promet • Slikarstvo • Strip • Šport • Televizija • Znanost • Zrakoplovstvo • Željeznički promet
1965. (rimski: MCMLXV), bila je 64. godina 20. stoljeća.

## Događaji
- 22. svibnja – Rana postava sastava Pink Floyd svira na ljetnom plesu na Homerton Collegeu u Cambridgeu, Velika Britanija
- 8. kolovoza – Na jubilarnoj 250. Sinjskoj alci nekoliko znamenitih događaja: prvi javni prijenos alkarskih svečanosti putem javne televizije. Na Biljegu, početku alkarskog trkališta, postavljen je Spomenik alkaru,  rad akademskog kipara Stipe Sikirice. Svečanosti su tad nazočili Ante Mika Tripalo i Josip Broz Tito koji je samo te 1965. bio na alkarskim svečanostima.[1]
- 6. rujna – Nakon ulaska indijskih trupa u pakistanski glavni grad Lahore, konflikt zbog Kašmira prerastao je u Indijsko-pakistanski rat.
- 17. rujna – Napad na zračnu luku Aden.
- 27. listopada – Za vrijeme Drugoga vatikanskog koncila, deklaracijom Nostra Aetate koju je promulgirao papa Pavao VI., Katolička Crkva odbacila je svaki antisemitizam, oslobodila Židove svake kolektivne odgovornosti za razapinjanje Isusa Krista, naglasila da se Židove ne smije prikazivati kao odbačene ili proklete od Boga, niti ih se može u suvremenom vremenu držati krivima za događaje iz doba Novog zavjeta.[2]
- 7. prosinca – Objavljeno obostrano ukidanje ekskomunikacija između Pavla VI. i carigradskog patrijarha Atenagore.[3]

## Rođenja

### Siječanj – ožujak
- 5. siječnja – Vinnie Jones, engleski nogometaš
- 17. siječnja – Chris Casamassa, američki glumac i majstor borilačkih vještina
- 1. veljače – Ranko Zidarić, hrvatski glumac
- 5. veljače – Gheorghe Hagi, rumunjski nogometaš i trener
- 9. veljače – Velimir Perasović, hrvatski košarkaš i košarkaški trener
- 18. veljače – Dr. Dre, američki reper i producent
- 13. ožujka –  Mario Kopić, hrvatski filozof i publicist
- 21. ožujka – Cynthia Geary, američka glumica
- 24. ožujka – Peter Jacobson, američki glumac
- 25. ožujka – Sarah Jessica Parker, američka glumica

### Travanj – lipanj
- 4. travnja – Robert Downey Jr., američki glumac i glazbenik
- 30. travnja – Nela Sršen, hrvatska liječnica i počasna konzulica RH u Italiji
- 4. svibnja – Jure Divić, hrvatski pisac i novinar
- 6. svibnja – Marjan Mrmić, hrvatski nogometni vratar
- 16. svibnja – Mehmet Murat İldan, turski pisac
- 18. svibnja – Ivo Pavić, bosanskohercegovački franjevac
- 24. svibnja – John C. Reilly, američki glumac
- 7. lipnja – Dragan Primorac, hrvatski znanstvenik i političar
- 11. lipnja – Davor Moravek, hrvatski liječnik i pisac
- 21. lipnja – Saša Britvić, hrvatski dirigent i glazbeni pedagog († 2015.)

### Srpanj – rujan
- 7. srpnja – Roberto Haller, hrvatski skladatelj i pijanist († 2020.)
- 27. srpnja – Trifon Ivanov, bugarski nogometaš († 2016.)
- 31. srpnja – Joanne Kathleen Rowling, britanska spisateljica, najpoznatija po seriji knjiga o Harryju Potteru.
- 11. kolovoza – Luke Perry, američki glumac († 2019.)
- 12. kolovoza – Kathrine Narducci, američka glumica
- 28. kolovoza – Shania Twain, kanadska pjevačica
- 3. rujna – Charlie Sheen, američki glumac
- 11. rujna – Bašar al-Asad, sirijski predsjednik
- 16. rujna – Igor Mirković, hrvatski televizijski novinar i redatelj
- 25. rujna – Scottie Pippen, američki košarkaš

### Listopad – prosinac
- 6. listopada – Jürgen Kohler, njemački nogometaš
- 6. studenoga – Dubravko Habek, hrvatski liječnik
- 19. studenoga – Laurent Blanc, francuski nogometaš i trener
- 21. studenoga – Björk, islandska pjevačica
- 23. studenoga – Lidija Bajuk, hrvatska pjesnikinja i kantautorica
- 24. studenoga – Shirley Henderson, škotska glumica
- 29. studenoga – Rhoel Gallardo, filipinski misionar († 2000.)
- 30. studenoga – Ben Stiller, američki glumac, komičar, scenarist, redatelj
- 10. prosinca – Greg Giraldo, američki stand-up komičar i glumac († 2010.)
- 14. prosinca – Aljoša Asanović, hrvatski nogometaš
- 28. prosinca – Mladen Vukšić, hrvatski franjevac, kotorski biskup

## Smrti

### Siječanj – ožujak
- 24. siječnja – Winston Churchill, premijer Ujedinjenog Kraljevstva (* 1874.)
- 15. veljače – Nat King Cole, američki pjevač i glumac (* 1919.)
- 4. ožujka – Ante Antić, hrvatski franjevački svećenik (* 1893.)
- 17. ožujka – Lorenz Karall, hrvatski odvjetnik i političar (* 1894.)
- 18. ožujka – Faruk I., egipatski kralj (* 1920.)
- 27. ožujka – Le Corbusier, francuski arhitekt švicarskog porijekla (* 1887.)

### Srpanj – rujan
- 4. rujna – Albert Schweitzer, alzaško-njemački liječnik, protestantski teolog, filozof i glazbenik (* 1875.)

### Listopad – prosinac
- 5. prosinca – Joseph Erlanger, američki fiziolog, nobelovac (* 1874.)
- 11. prosinca – Đuro Tiljak, hrvatski slikar (* 1895.)
- 15. prosinca – Walt Disney, američki crtač animiranog filma i producent (* 1901.)
- 16. prosinca – William Somerset Maugham, engleski pripovjedač i dramatičar (* 1874.)
- 24. prosinca – Adolf Hyła, poljski slikar (* 1897.)

## Nobelova nagrada za 1965. godinu
- Fizika: Richard Feynman, Julian Schwinger i Shin'ichirō Tomonaga
- Kemija: Robert Burns Woodward
- Fiziologija i medicina: François Jacob, André Lwoff i Jacques Lucien Monod
- Književnost: Mihail Šolohov
- Mir: UNICEF – Dječja zaklada UN-a

## Vanjske poveznice
|  | Zajednički poslužitelj ima još gradiva o temi 1965. |